# کوبه (در)

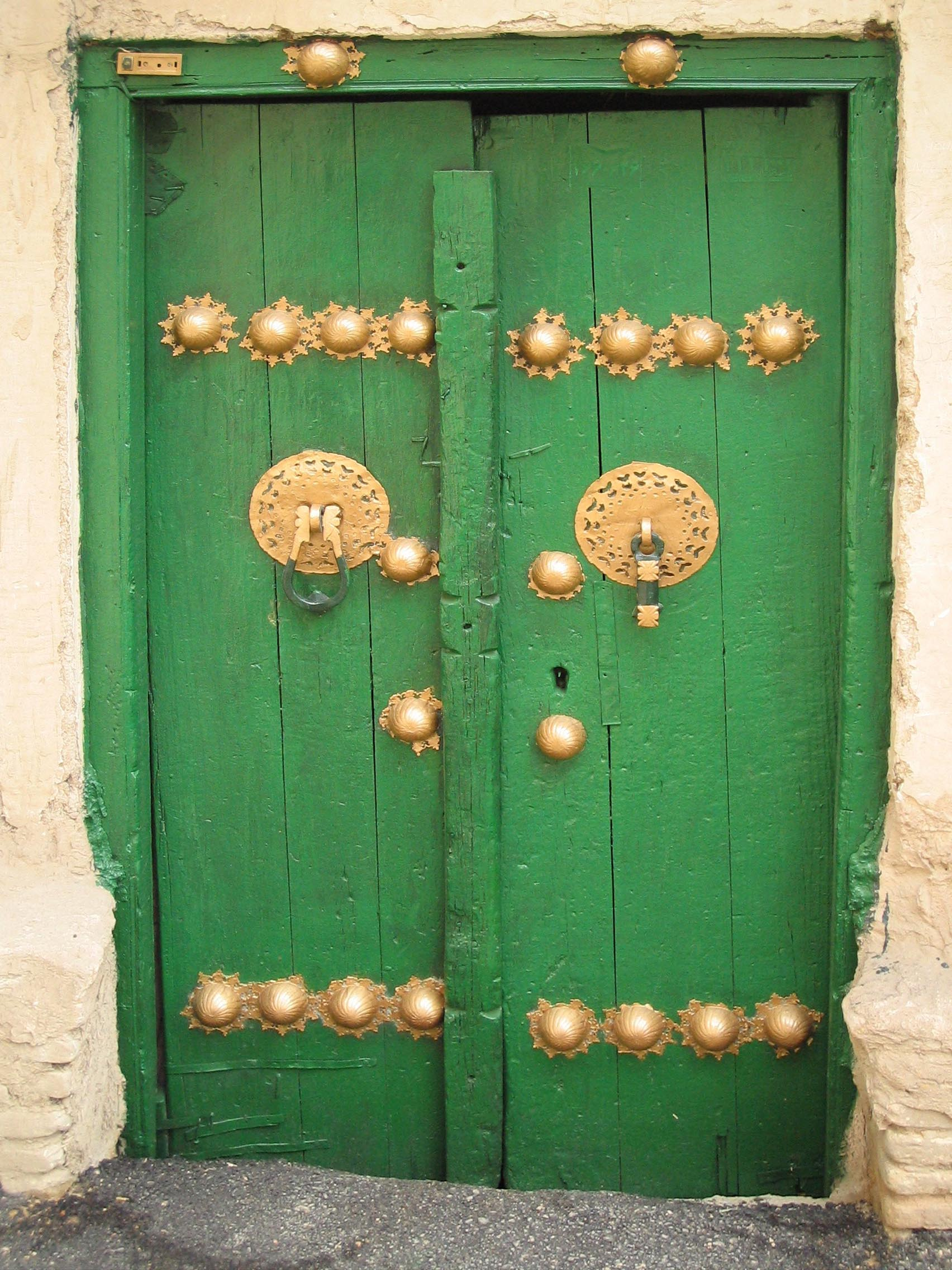
یک در قدیمی با دونوع کوبه

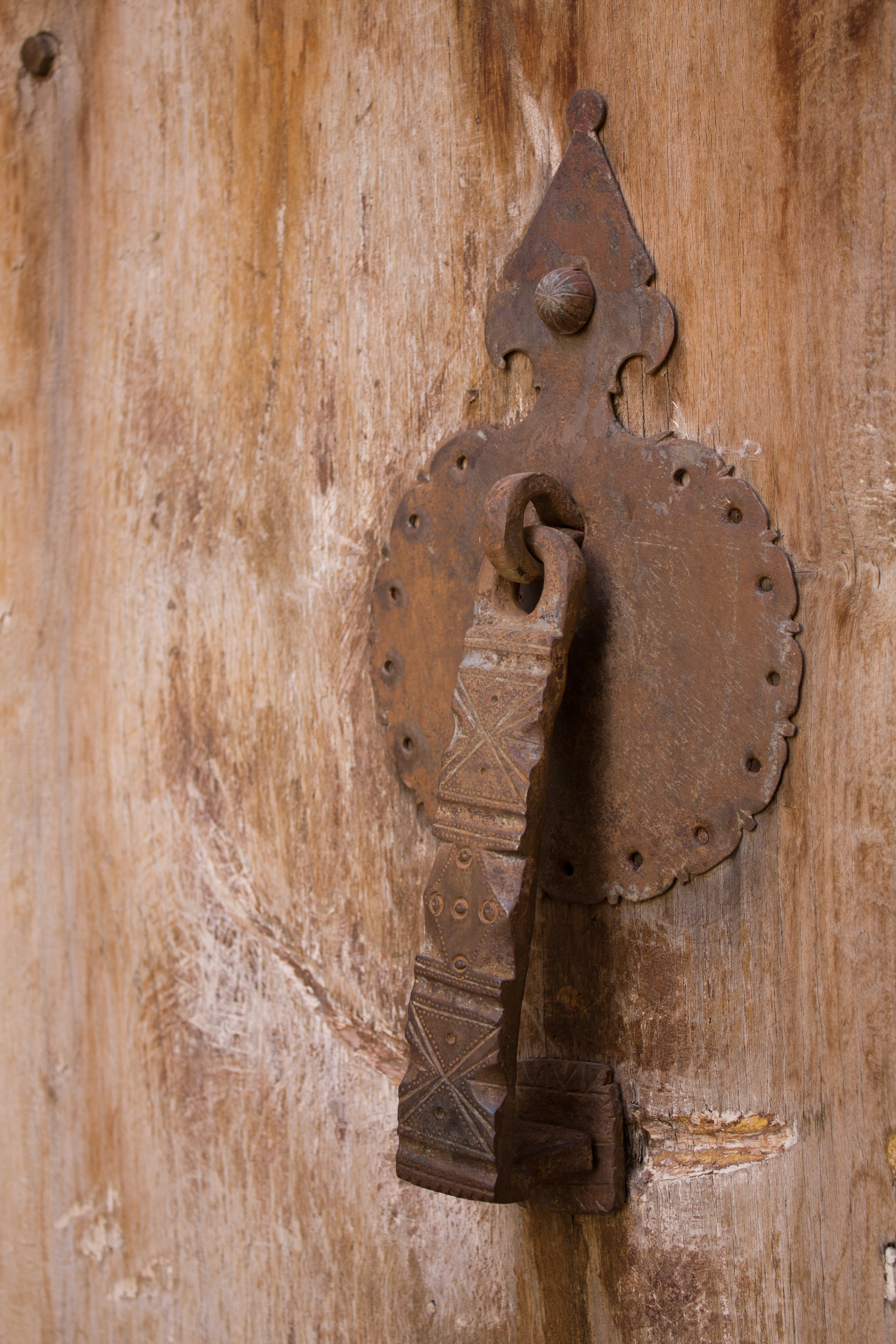
کوبه در خانه بهنام

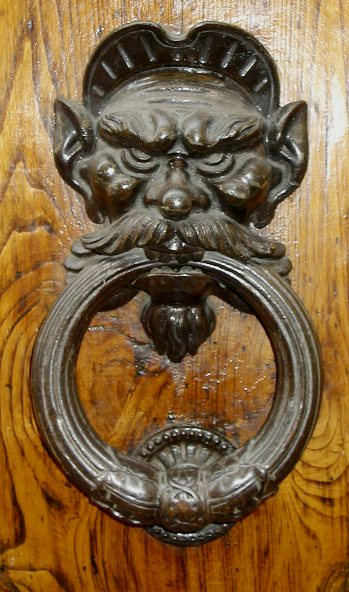
کوبه حلقه در فلورانس

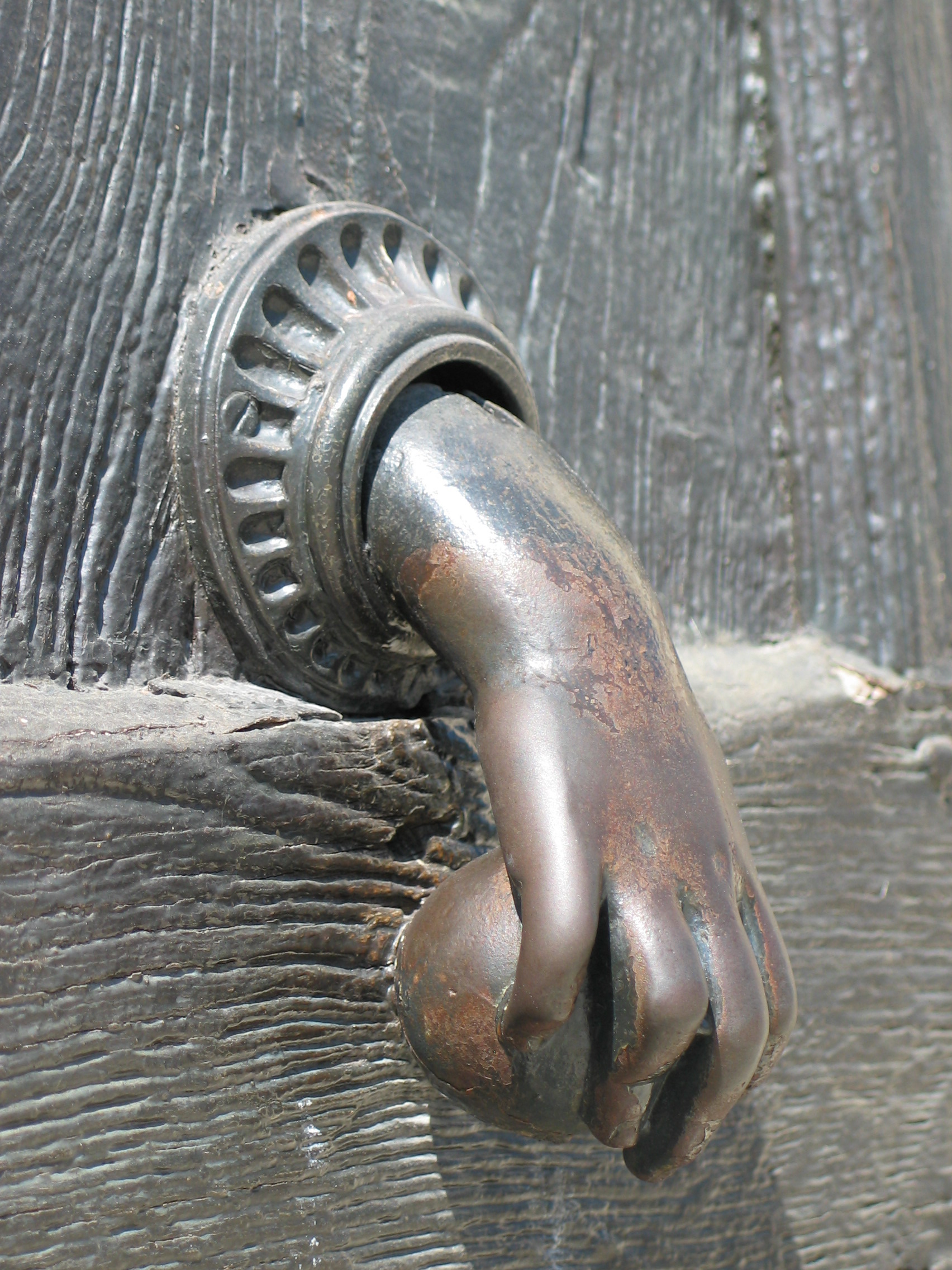
کوبه در خانه‌ای در اورلئان

کوبه یا درکوب، حلقه.  آلتی است معمولا فلزی که روی سطح خارجی در ورودی خانه ها نصب می‌گردد و با کوفتنش بر در صاحب خانه را از  مطلع می‌کنند.
این وسیله در ابعاد، اشکال و از جنسهای مختلف ساخته می‌شود. جنس بعضی از آن‌ها از برنج و بعضی از آهن یا از فلزات دیگر می‌باشد.
در بعضی از دربها از دو مدل مختلف از کوبه استفاده می‌گردد که یکی به شکل یک چکش و دیگری به صورت یک حلقه می‌باشد. صدای ایجاد شده از برخرد کوبه چکش مانند بم می‌باشد و آن توسط مردها استفاده می‌گردیده‌است و همچنین صدای ایجاد شده از کوبه حلقه مانند زیر بوده و توسط زنان استفاده می‌گردیده‌است. با این کار صاحب‌خانه متوجه جنسیت مراجعه‌کننده می‌گردیده و به اقتضای آن یکی از ساکنین به پاسخگویی برمی‌آمده‌است.

## نگارخانه

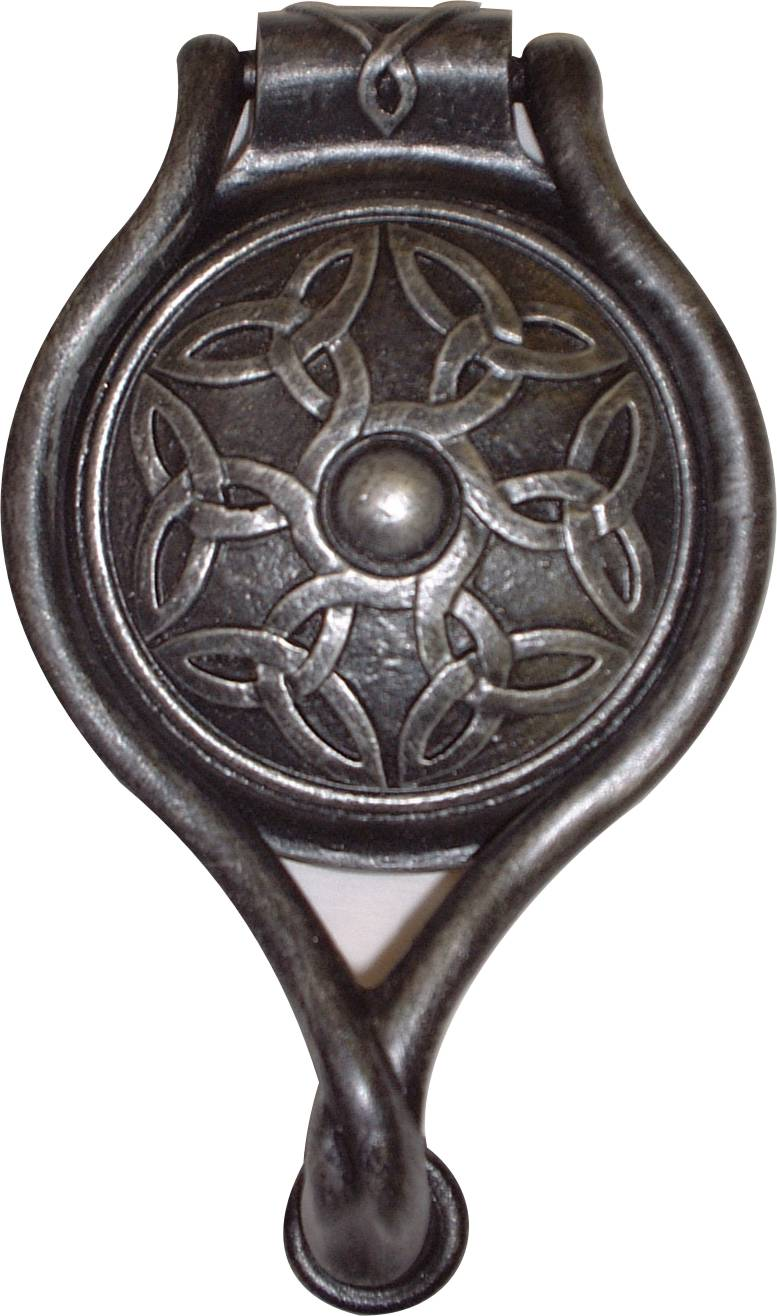
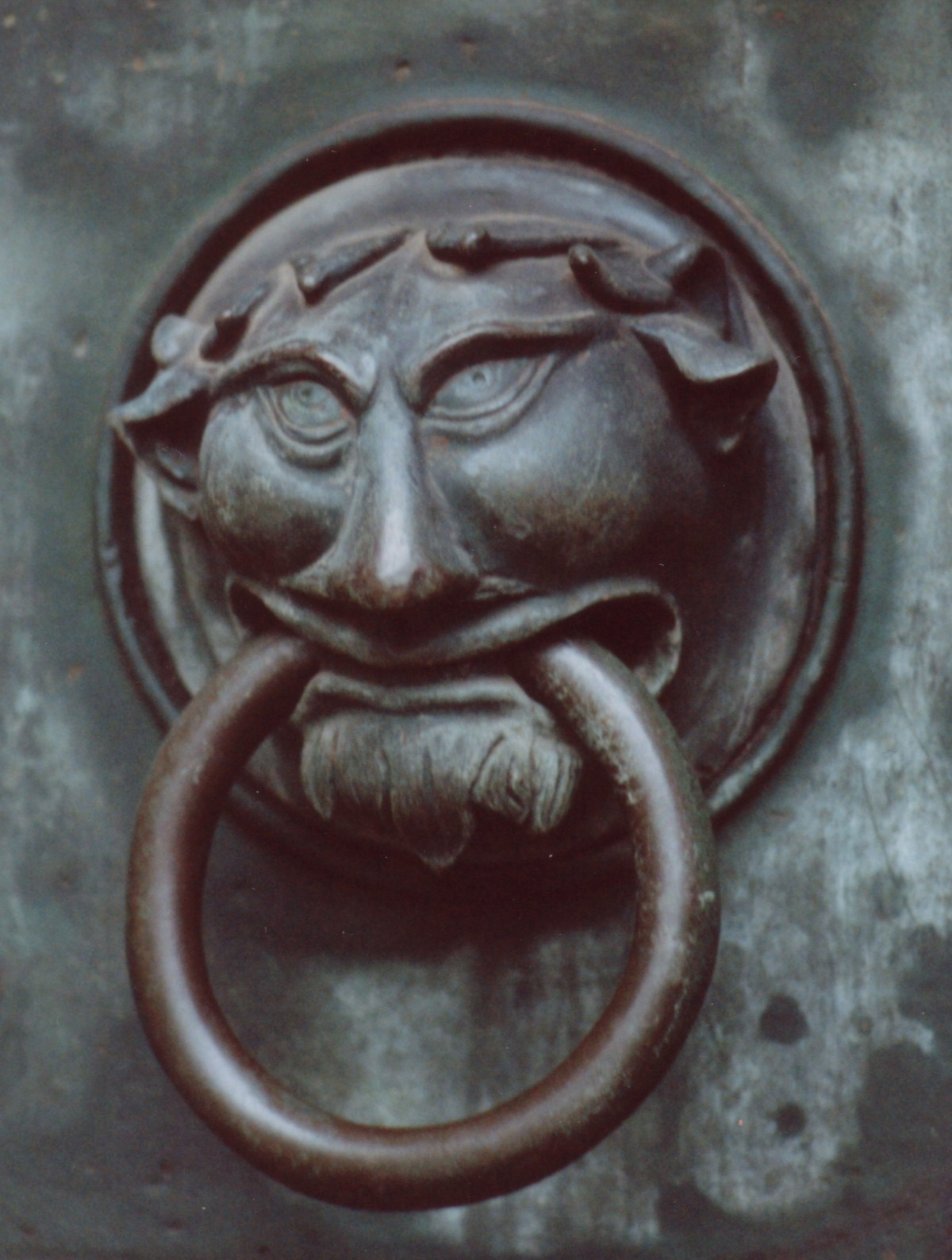
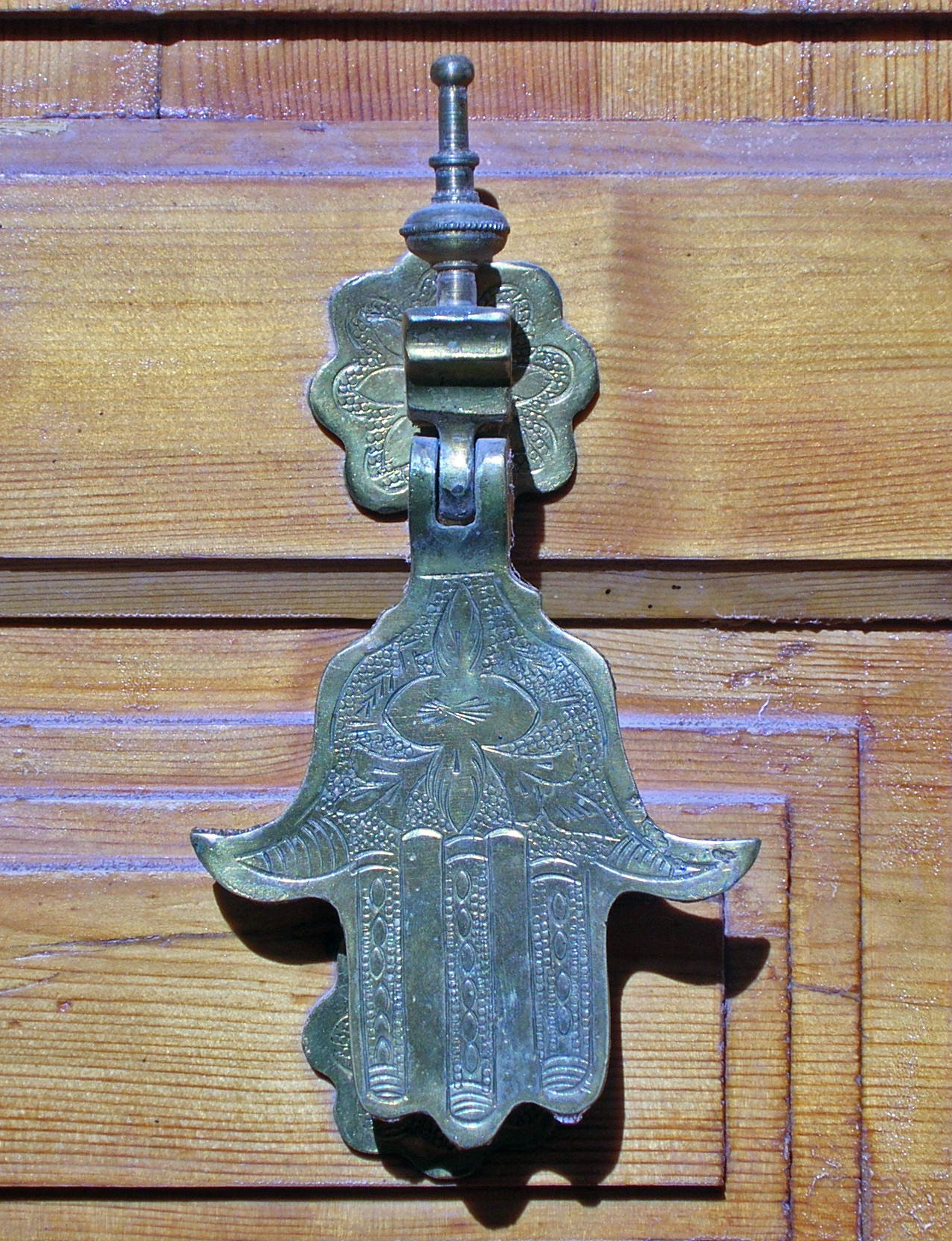
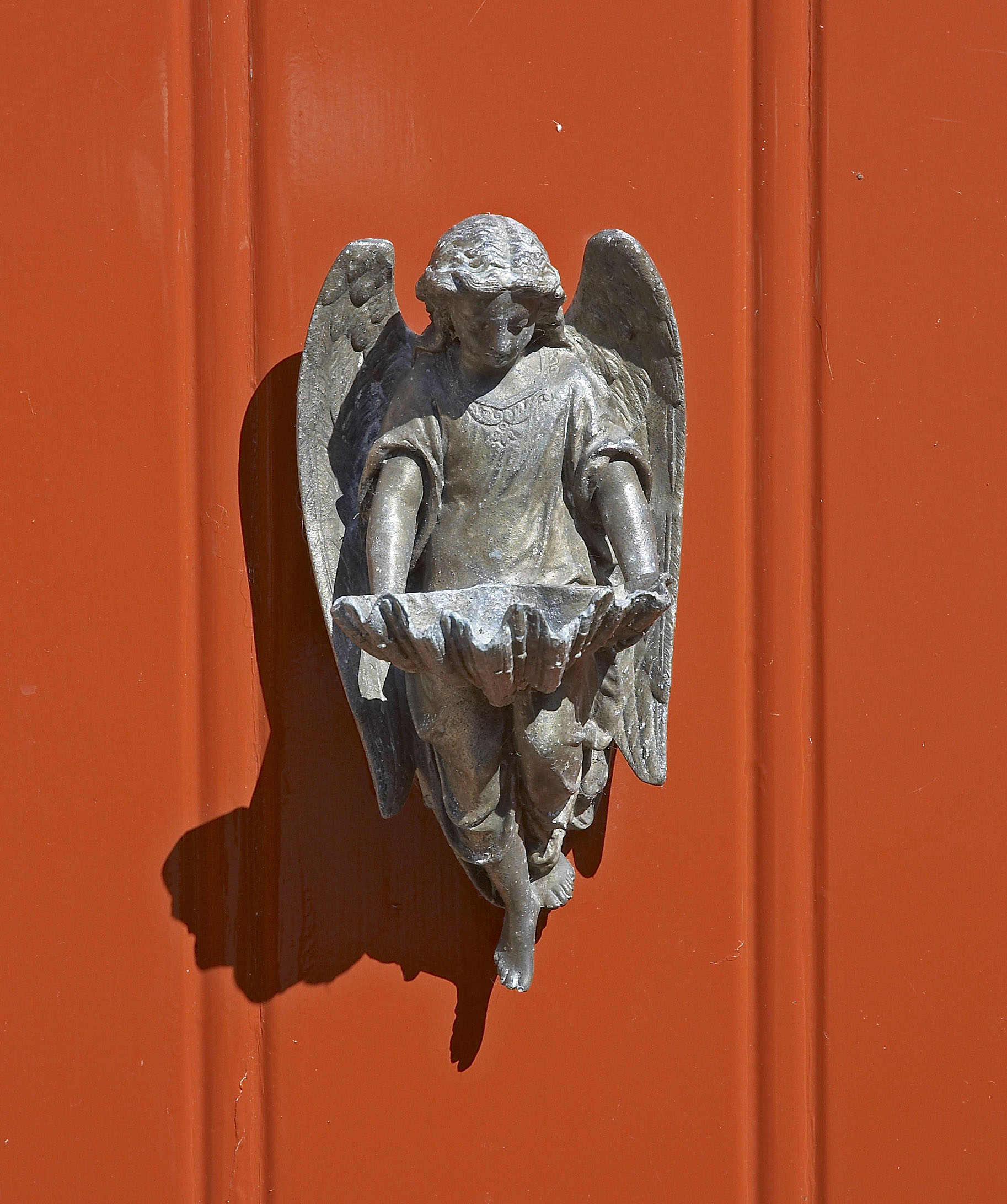
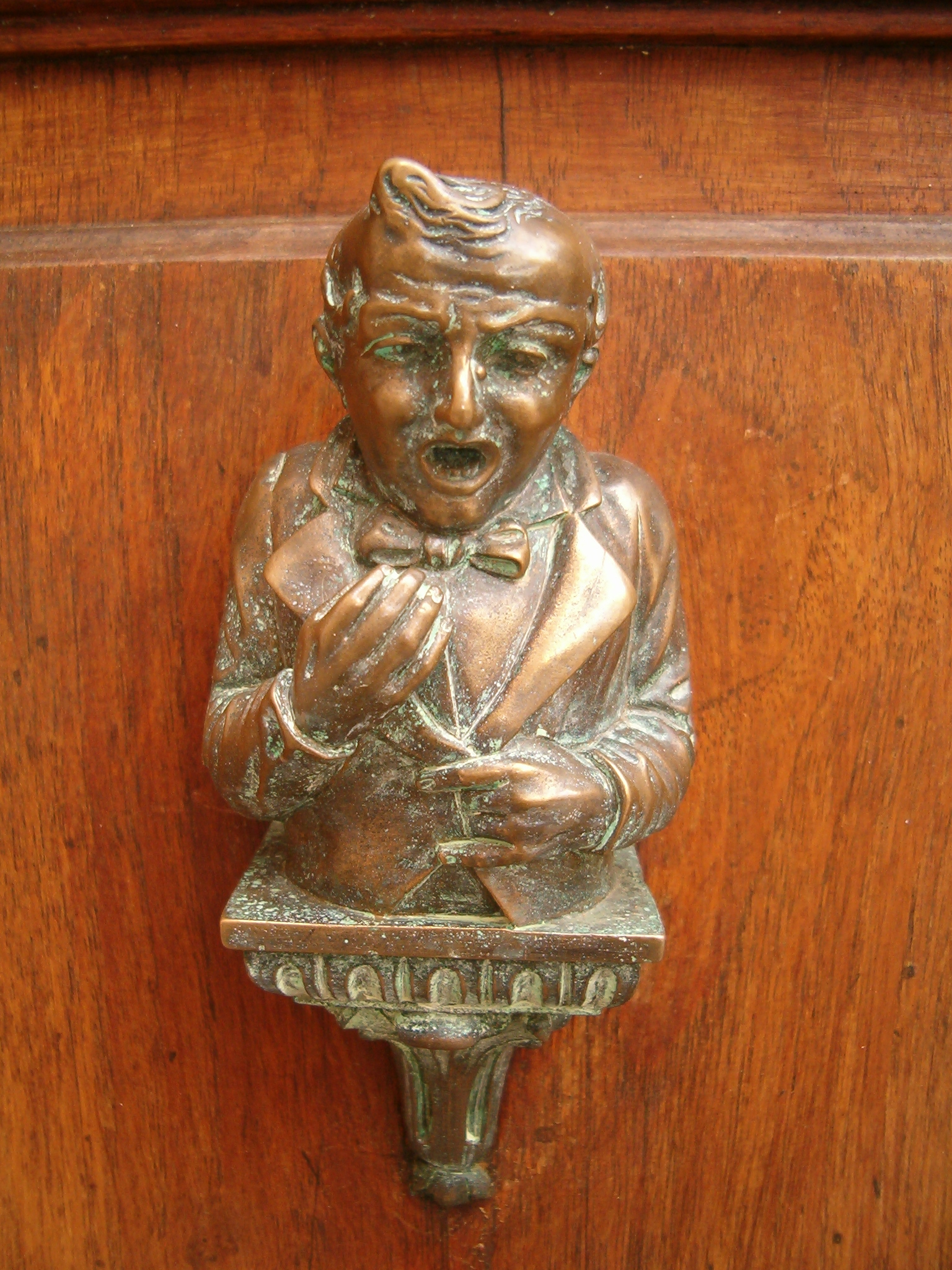
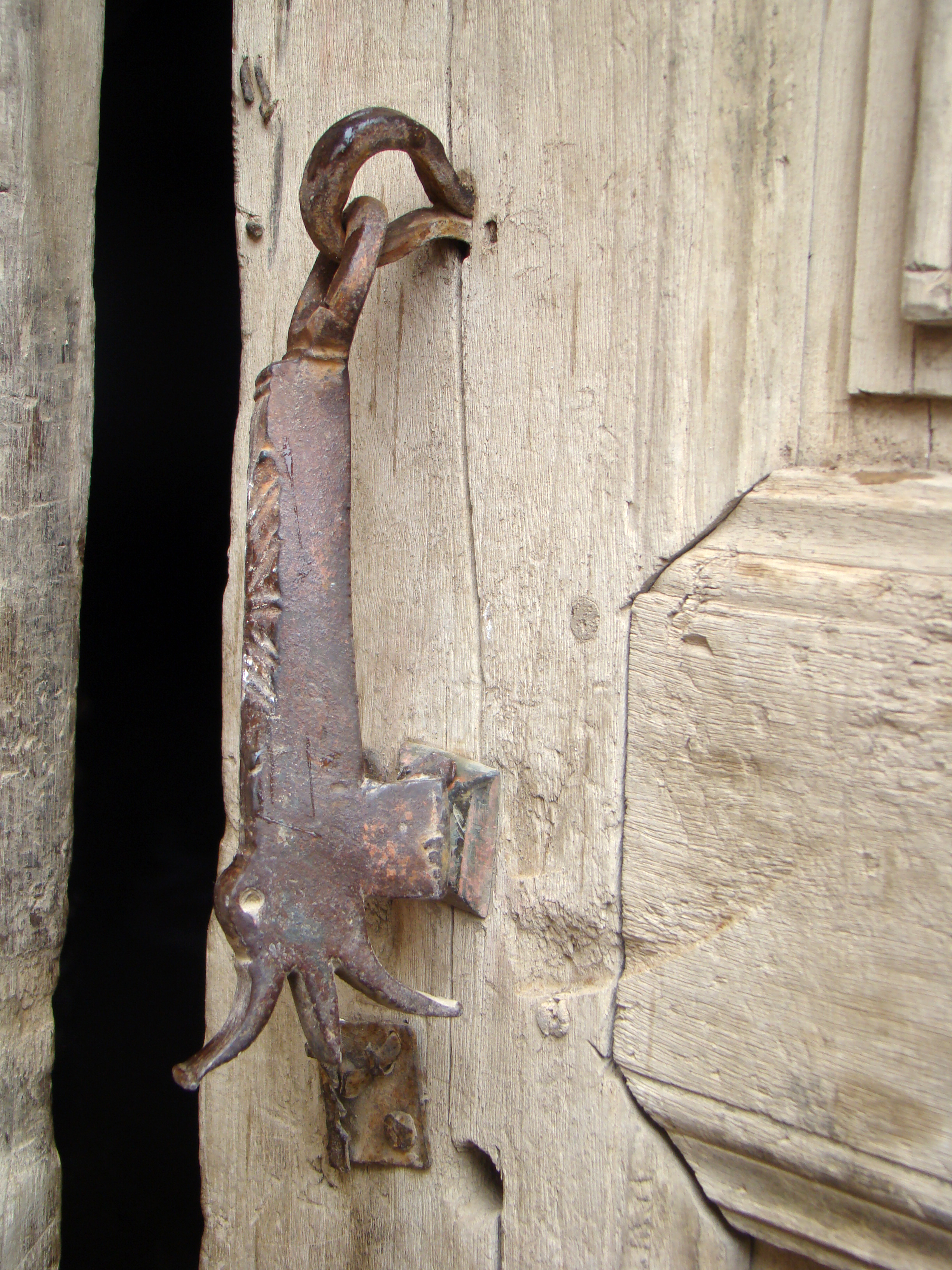
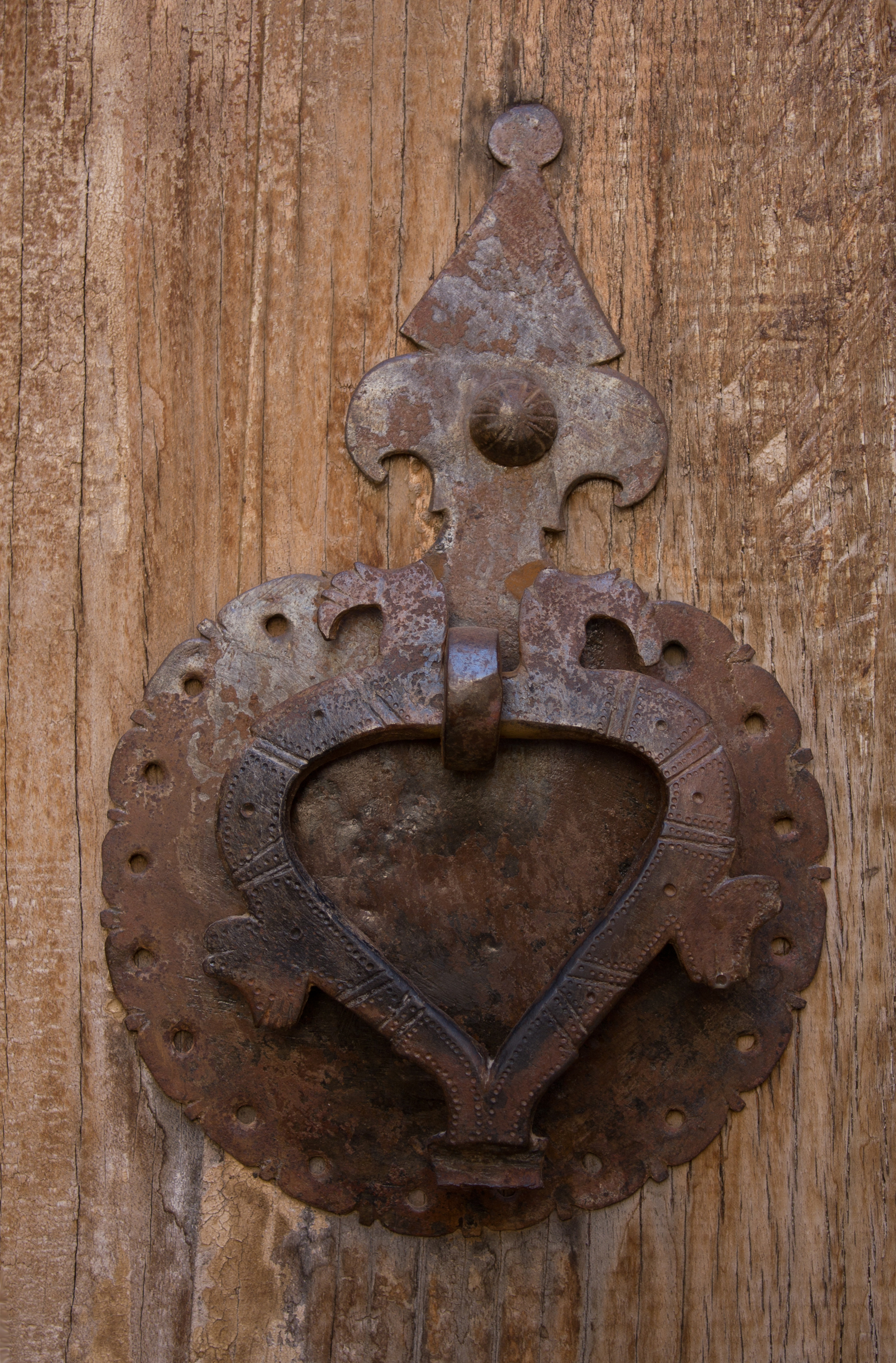
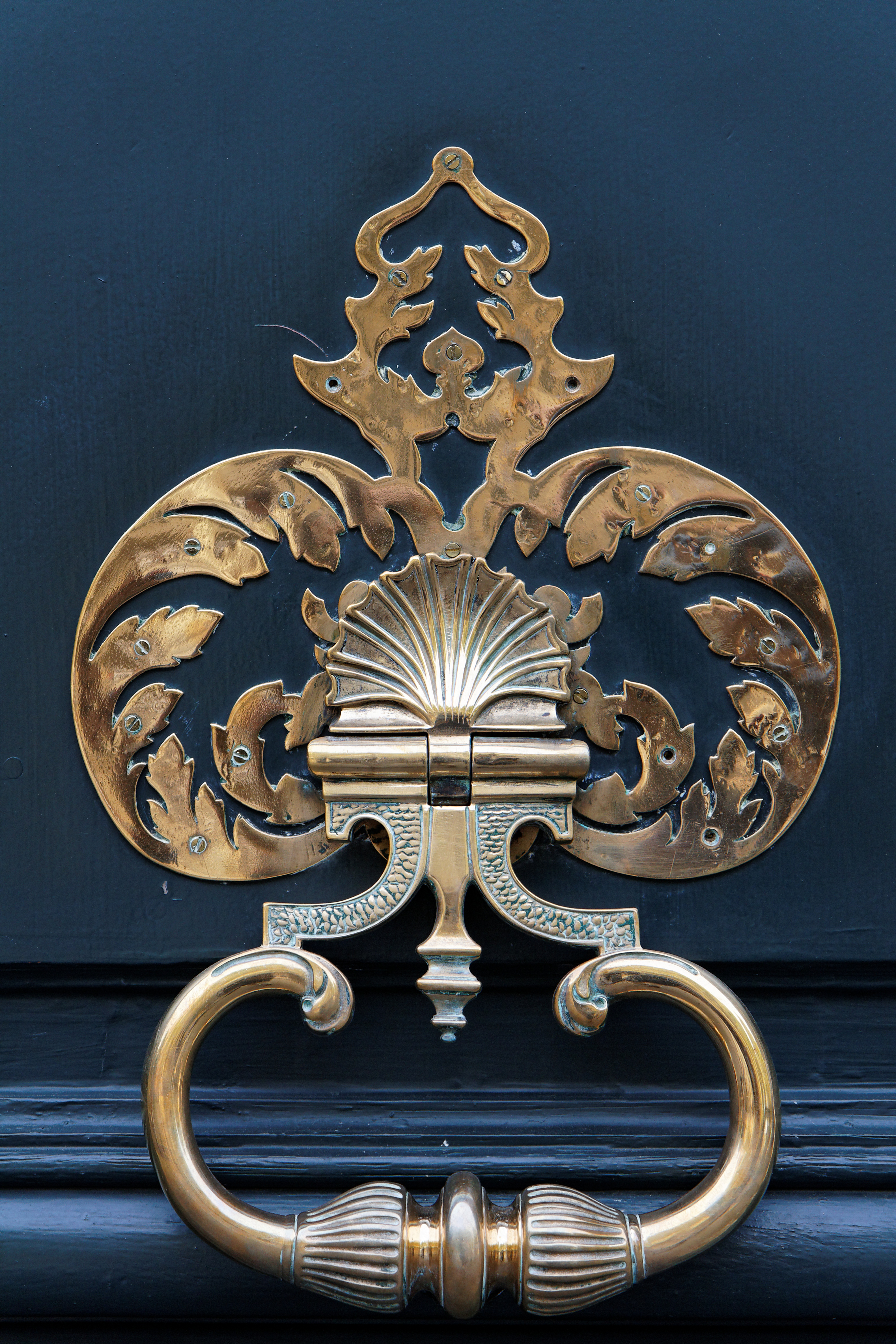